# Secrets (chanson de Tiësto)
Pour les articles homonymes, voir Secrets.
Singles par Tiësto
Blow Your Mind
(2015) The Only Way Is Up
(2015)
Singles par KSHMR
Dead Mans Hand
(2015) Jammu
(2015)
Secrets est une chanson des disc jockeys et producteurs néerlandais et américain Tiësto et KSHMR, enregistrée en collaboration avec Vassy. Le single est sorti le 16 mars 2015 en téléchargement numérique sur Beatport, puis sur iTunes. La chanson a été écrite et produite par Tijs Michiel Verwest et Niles Hollowell-Dhar.

## Liste des titres
| 1. | Secrets (Radio Edit)   | 3:39 |
| 2. | Secrets (Original Mix) | 4:27 |

| 1. | Secrets (Mix version) | 4:11 |

| 1. | Secrets (Don Diablo Remix)     | 4:16 |
| 2. | Secrets (Don Diablo's VIP Mix) | 4:20 |
| 3. | Secrets (David Zowie Remix)    | 4:59 |
| 4. | Secrets (Felon Remix)          | 5:02 |
| 5. | Secrets (Diplo Remix)          | 3:26 |
| 6. | Secrets (ZAXX vs Jaylex Remix) | 3:19 |
| 7. | Secrets (Riggi & Piros Remix)  | 3:38 |

## Classement
| Classement (2015)                       | Meilleure position |
| --------------------------------------- | ------------------ |
| Autriche (Ö3 Austria Top 40)            | 55                 |
| Belgique (Wallonie Ultratop 50 Singles) | 31                 |
| Finlande (Suomen virallinen lista)      | 17                 |
| France (SNEP)                           | 27                 |
| Norvège (VG-lista)                      | 11                 |
| Pays-Bas (Nederlandse Top 40)           | 21                 |
| Suède (Sverigetopplistan)               | 24                 |
| Suisse (Schweizer Hitparade)            | 31                 |